# 블라디미르 장켈레비치
블라디미르 장켈레비치(Vladimir Jankélévitch, 1903년 8월 31일 ~ 1985년 6월 6일)는 프랑스의 철학자이자 음악학자이다.
그는 프랑스 로 이주한 러시아계 유대인 부모의 아들이었다. 1922년에 그는 파리에서 베르그손에게 철학을 공부하기 시작했다.
그는 1933년 리옹의 Lycée du Parc을 포함한 많은 대학에서 가르쳤다. 1941년에 그는 프랑스 레지스탕스에 합류했다. 전쟁이 끝난 후 1951년에는 소르본 대학 (1971년 이후 파리 1세)의 도덕철학 교수로 임명되어 1978년까지 그곳에서 가르쳤다.
1968년 5월, 그는 학생 시위에 참가한 몇 안 되는 프랑스 교수 중 한 명이었다.

## 노트
1. ↑  Alan D. Schrift, Twentieth-Century French Philosophy: Key Themes and Thinkers, John Wiley & Sons, 2009, pp. 140–1.